# Foire internationale du dessin
Pour les articles homonymes, voir FID.
 (septembre 2011).

Logo de la Foire internationale du dessin.

La Foire internationale du dessin (FID) est une manifestation artistique, fondée en 2007 à Paris par Serghei Litvin Manoliu. Le concours biennal de dessin destiné aux étudiants et post-diplômés des écoles européennes de beaux-arts, a lieu dans le cadre de la Semaine du Dessin, dont la FID constitue le moment fort, sur une période de trois jours. 
À partir de 2012, cette foire se développe sur Internet.

## FID 2010

### Jury 2010
- Serghei Litvin Manoliu – président du jury
- Camilla Adami – peintre
- Christian Depardieu – directeur de la galerie Depardieu (Nice)
- Pierre Durieu – librairie Mazarine
- Pantelis Makkas – vidéaste
- Hadrien de Montferrand – directeur de la galerie Hadrien de Montferrand (Pékin)
- Charles Penwarden – écrivain et collectionneur d’art contemporain
- Alice Pfeiffer – journaliste d'art
- Vladimir Veličković – artiste, membre de l'Institut de France

### Prix 2010
- Prix du jury – exposition à Pékin, à la galerie Hadrien de Montferrand : Kristína Hečková
- Prix du public – exposition à Nice, à la galerie Christian Depardieu : Lise Stoufflet

## FID 2011

### Jury 2011
- Serghei Litvin Manoliu – président du jury
- Vladimir Veličković – artiste, membre de l'Institut de France
- Charles Penwarden – écrivain
- Teresa Carneiro – directrice de Drawing Spaces
- Ernest Pignon-Ernest – artiste
- Yves Lecointre – directeur de la FRAC Picardie
- Éléonore Chatin – directrice de la galerie Catherine Putman
- Saskia Weyts – professeur de l'Académie de Tournai
- Emil Sennewald – critique d'art

### Prix 2011
- Prix du jury – exposition personnelle à la galerie Catherine Putman (Paris) : Camille Nicolle
- Mention spéciale – exposition personnelle à la galerie Twilight zone (Belgique) : Keke Vilabelda
- Prix du public – exposition à la galerie Lucie Weill et Seligmann - Charles Zalber : Aurélien Couput (Paris)

## FID 2012

### Prix 2012
- Grand Prix : Andreea Ciobica, Juliette Mogenet, Keita Mori.
- Nommés : Camille Chevrillon, Clémentine Poquet, Nathalie Duivenvoorden, Marlene Huissoud, Maess, Steaven David, Adrien Gérenton.